# Polismuseet
Polismuseet är ett museum i Stockholm beläget i Museiparken på Gärdet, bredvid Tekniska museet, Etnografiska museet och i samma byggnad som Riksidrottsmuseet. Polismuseet visar hur polisen i Sverige har arbetat genom tiderna, och om polisens roll i samhället.

## Utställningar
Polismuseet har totalt 5 utställningar som ligger fördelade på museets två våningar. På bottenvåningen finns Avtryckaren - en utställning om 150 års polisfotografi, samt Polis, polis... - polismuseets barnutställning. På den övre våningen ligger utställningen Brottsspår som handlar om kriminalteknik och kända fall, samt utställningen En större uppgift som handlar om polisens arbete idag. Här finns också utställningen VI & DOM - en utställning om hatbrott.
Barnutställningen Polis, polis passar barn från 5 till 12 år. Här finns en polisbil och en polismotorcykel med blåljus. Barn kan kommunicera med varandra via en polisradio och testa sina kunskaper som brottsutredare. Med hjälp av olika bevisföremål, som fingeravtryck, skospår och vittnesuppgifter kan ett brott lösas.  
Utställningen Avtryckaren berättar om hur kameran kunde bli ett av polisens viktigaste redskap för att lösa brott, men handlar lika mycket om några av alla de människor som blivit fotograferade av polisen under de senaste 150 åren. Här finns några av Sveriges första "mugshots" men också brottsplatsfoton och föremål från uppmärksammade svenska kriminalfall, till exempel från Norrmalmstorgsdramat men också från fallet med Salaligan och Ryssligan.
I VI & DOM - en utställning om hatbrott möts besökaren av berättelser från personer som har blivit utsatta för hatbrott, för att därefter själva få möta hatet. Förutom att få en insikt i hatbrottets konsekvenser så får besökaren lära sig vad man kan göra ifall man utsätts för hatbrott eller blir vittne till ett hatbrott.
Utställningen Brottsspår handlar om kriminalteknik och med hjälp av kända svenska fall från början av 1900-talet och till nutid beskriver utställningen olika metoder och tekniker som polisen använder för att utreda brott. Här får man till exempel veta hur DNA-teknik hjälpte polisen att identifiera Anna Lindhs mördare och hur polisen tog fram en gärningsmannaprofil för att spåra Lasermannen. Här finns också föremål, till exempel det avgasrör som användes som ljuddämpare vid morden i Knutby, serieskytten Peter Mangs´s stridsväst, Mijailo Mijailović byxor och keps som han bar vid mordet på Anna Lindh och mordvapnet från mordet på Hjalmar von Sydow.
Utställningen En större uppgift handlar om polisens moderna arbete. Här får besökaren veta mer om polisen och de olika roller poliser kan ha idag, som till exempel hundförare, RLC-operatör, dykare, kriminaltekniker och brottsutredare. Här kan man kika närmare på polisens utrustning, till exempel insatsstyrkans skyddsuniform och polisens bälte. 
Utöver de utställningar som återfinns på museet, har Polismuseet även ansvar för Polisens fordonssamling. I samlingen finns cirka 50 polisfordon från år 1939 fram till idag. Fordonen huserar i Tullinge söder om Stockholm och visas årligen upp vid "Öppet hus" och på olika historiska evenemang.

## Tidigare utställningar
- Polisen i dina ögon
- Passar uniformen
- Utryckning! Radiopolisen från fot till fart
- Andra sidan murarna
- Säpo
- Polishundar
- Hem, ljuva hem
- Bilden av Polisen
- Piketen - både ord och handling
- "Jag vill ju bara ha respekt"
- Konsten att förfalska

## Verksamheten
Polismuseet öppnade 2007 efter en sammanslagning av Polishistoriska museet som låg vid Kronobergsparken och Polistekniska museet vilket tidigare låg i Solna. År 2009 blev museet nominerat till Årets museum. Museet drivs av Polismyndigheten.

## Polismuseets samlingar
Polismuseet ansvarar för polisens samlingar som omfattar mer än 10 000 föremål. De saker som finns i samlingarna kan delas in i två kategorier: Polisens utrustning och hjälpmedel, samt föremål från olika brottsutredningar. I samlingarna finns också cirka 50 polisfordon från år 1939 fram till idag. Bland fordonen finns en Porsche från länstrafikgruppen i Ljungby, en Plymouth Valiant som Norrmalmspolisen fick 1974 och "Bubblan", en Volkswagen från 1974 som främst användes vid enmanspatrullering i stadsmiljö. Dessutom har Polismuseet ett antal motorcyklar som använts i tjänst.

## Utställningar och föremål

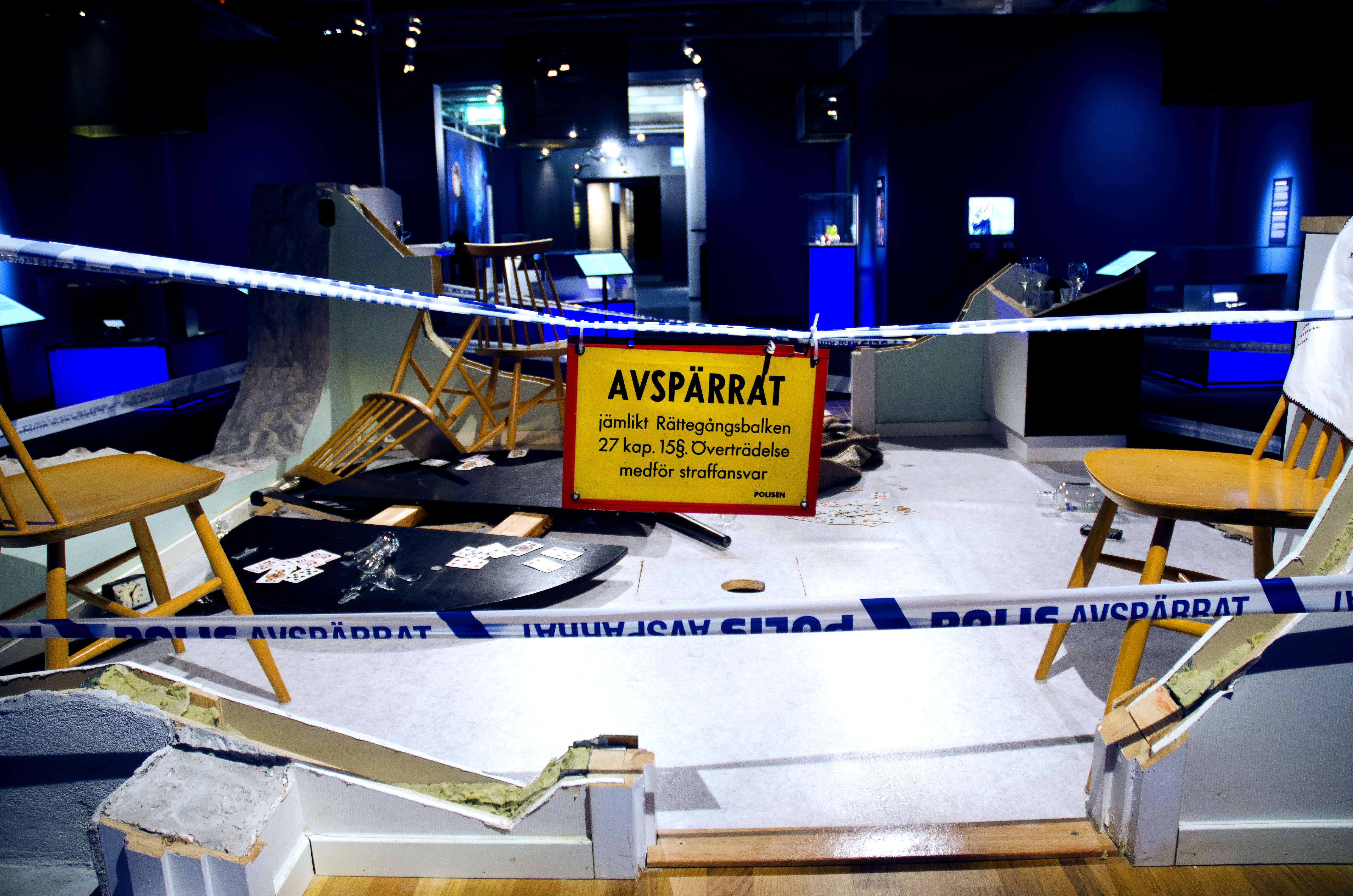
Utställningen Brottsspår
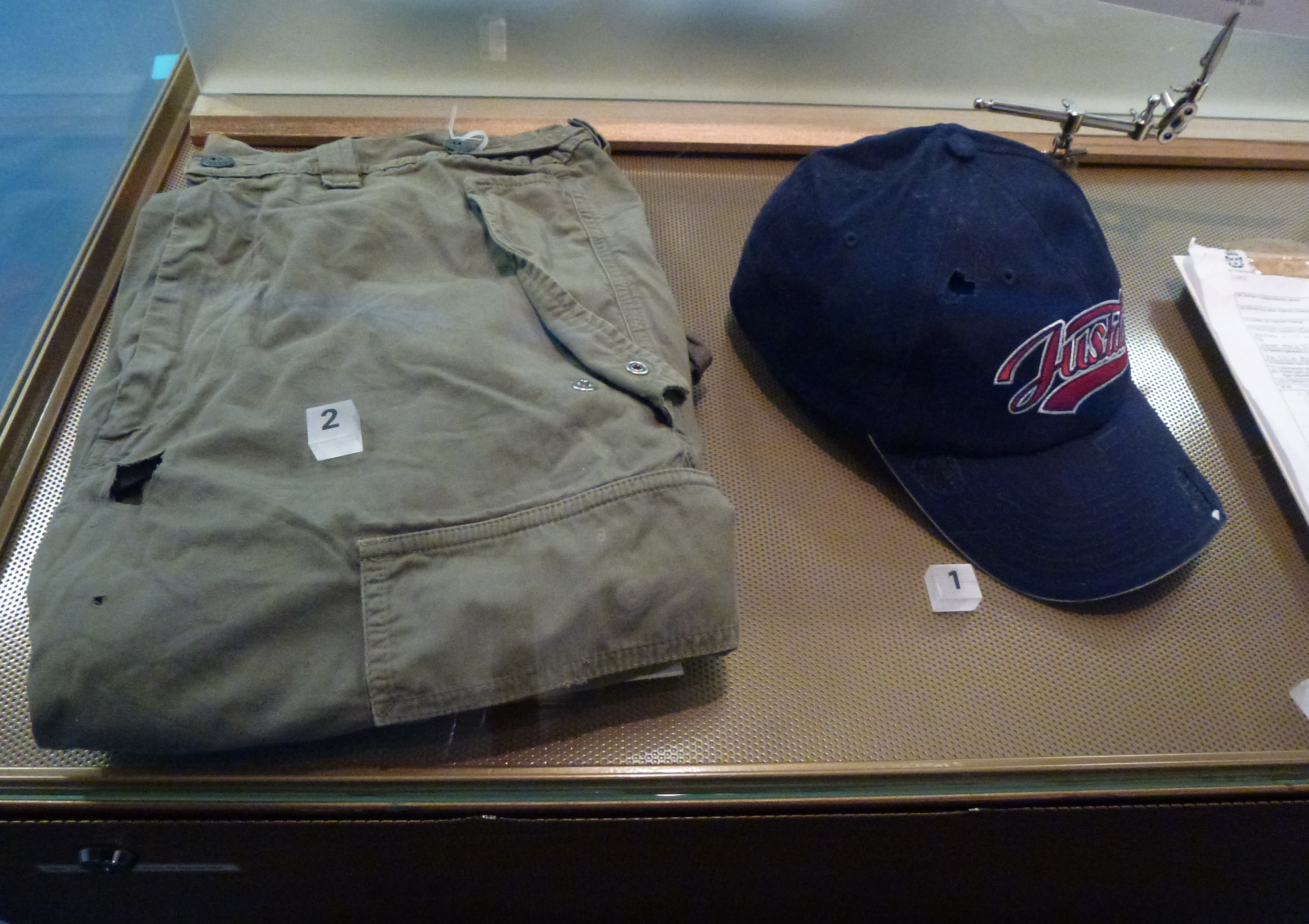
Mijailo Mijailovićs byxor och keps som han bar vid mordet på Anna Lindh 2003.
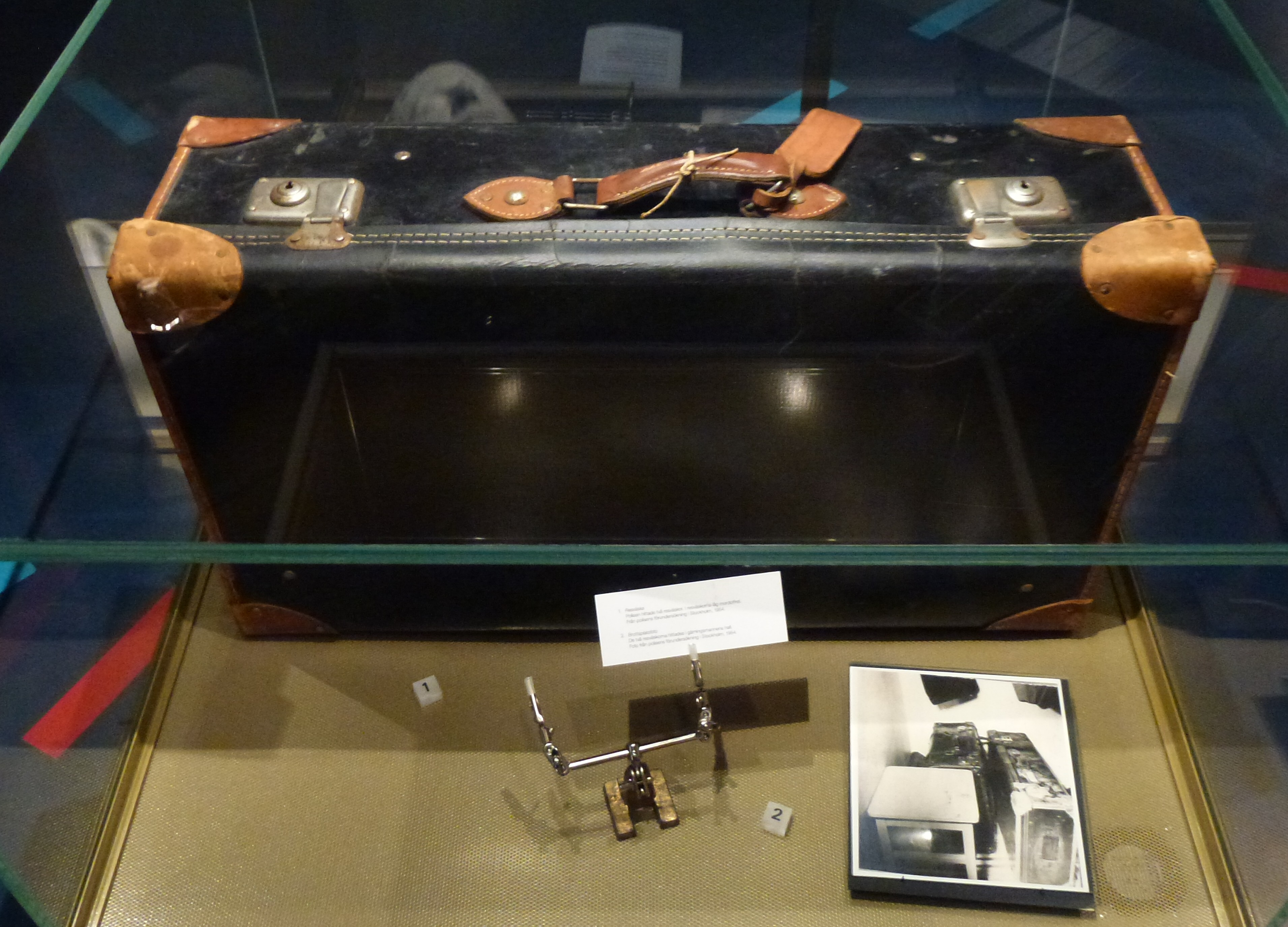
Resväskan från Styckmordet i Bagarmossen 1954.
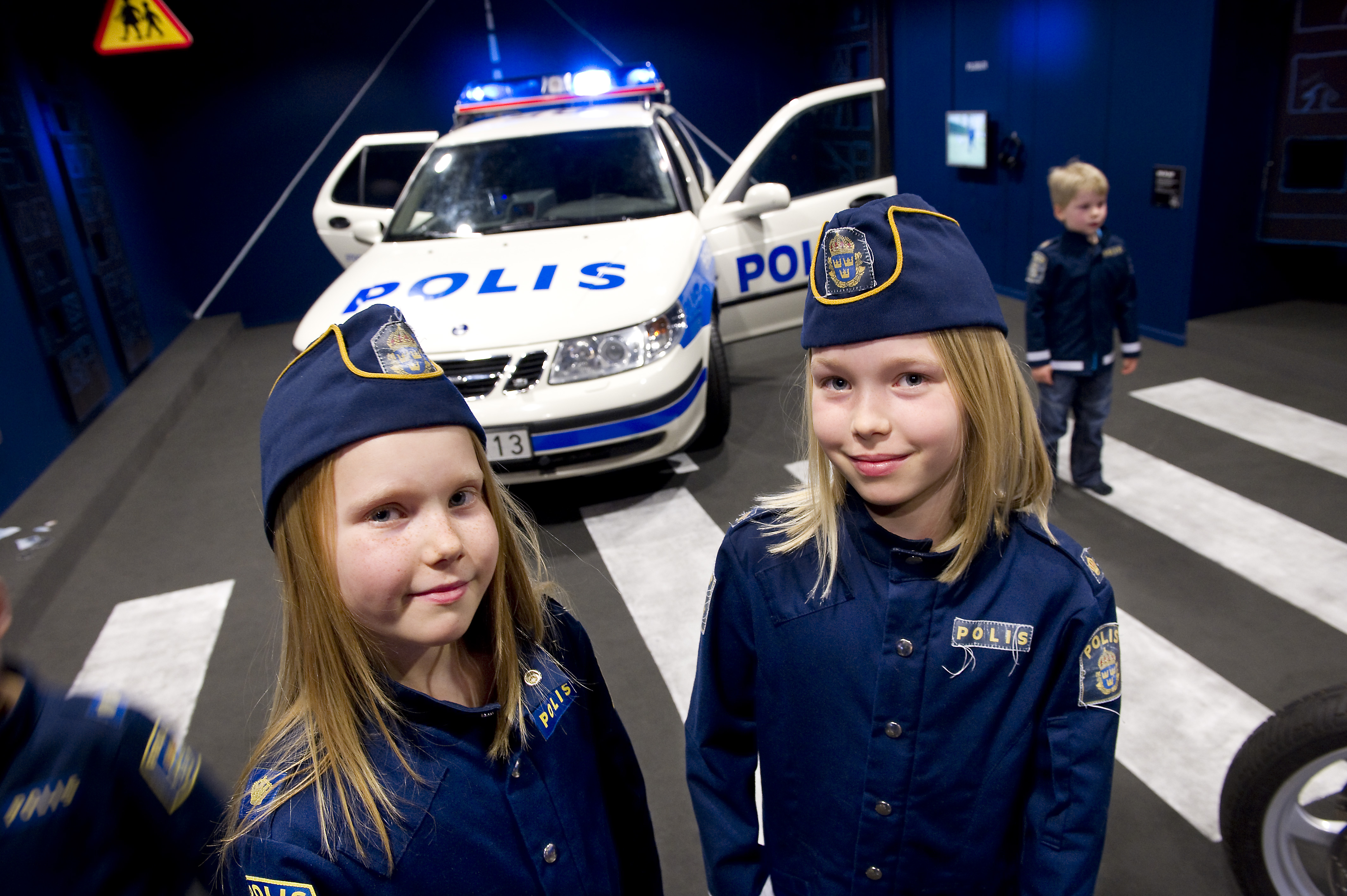
Barnutställningen Polis, polis..